# Vălișoara
Vălișoara es una comuna ubicada en el distrito de Hunedoara, Rumania.

## Superficie
Cuenta con una superficie de 34,04 kilómetros cuadrados.

## Demografía
Hasta 2021 la población era de 1018 habitantes, con una densidad de población de 29,91 habitantes por kilómetro cuadrado.